# Pythonissam
Pythonissam (lateinisch Wahrsagerin/Zauberin/Hexe (Akk.)) ist eine 2021 gegründete Funeral-Doom-Band.

## Geschichte
Pythonissam wurde von Foster Gilbert aus North Dakota und Derek Jacobsen aus Wisconsin gegründet. Das Duo debütierte im Januar 2021 mit From Beyond, from Below. Das zweite Album Transcending to R’lyeh gab die Band erst im Selbstverlag heraus, bevor Vargheist Records das Album als CD veröffentlichte. Über das gleiche Label erschien 2024 das Split-Album Imperishable Realm, dass das Duo mit Inner Sphere und Fall of Gnosis gestaltete. Den eigenen Teil des Albums veröffentlichte Pythonissam als Download-EP unter dem Titel Gateway via Bandcamp.

## Stil
Der von Pythonissam gespielte Stil entspricht einem ruhigen und atmosphärischen Funeral Doom mit schweren und lang aushallenden Gitarrenanschlägen, „etwas Drumgeschepper und leise murmelnder Gutturalgesang.“ Inhaltlich orientiert sich das Duo am Cthulhu-Mythos. Die Band selbst verweist hinzukommend auf Einflüsse aus dem Psychedelic Rock.

## Diskografie
- 2021: From Beyond, from Below (Album, Selbstverlag)
- 2022: Transcending to R’lyeh (Album, Vargheist Records)
- 2024: Imperishable Realm (Split-Album mit Inner Sphere und  Fall of Gnosis, Vargheist Records)
- 2024: Gateways (Download-EP, Selbstverlag)